# Омчак (посёлок)
Омчак — посёлок в Тенькинском районе Магаданской области (Россия).
До 2015 года — административный центр сельского поселения посёлок Омчак.
В наши дни посёлок почти заброшен. Часть поселка уничтожена, на освободившейся территории построен вахтовый посёлок фирмы ПАО «Полюс» — ВЖК «Лагуна», где проживают инженерные работники золотодобывающего карьера. В 2 км от поселка расположен рабочий вахтовый посёлок компании ПАО «Полюс» — ВКПО «306-й километр».

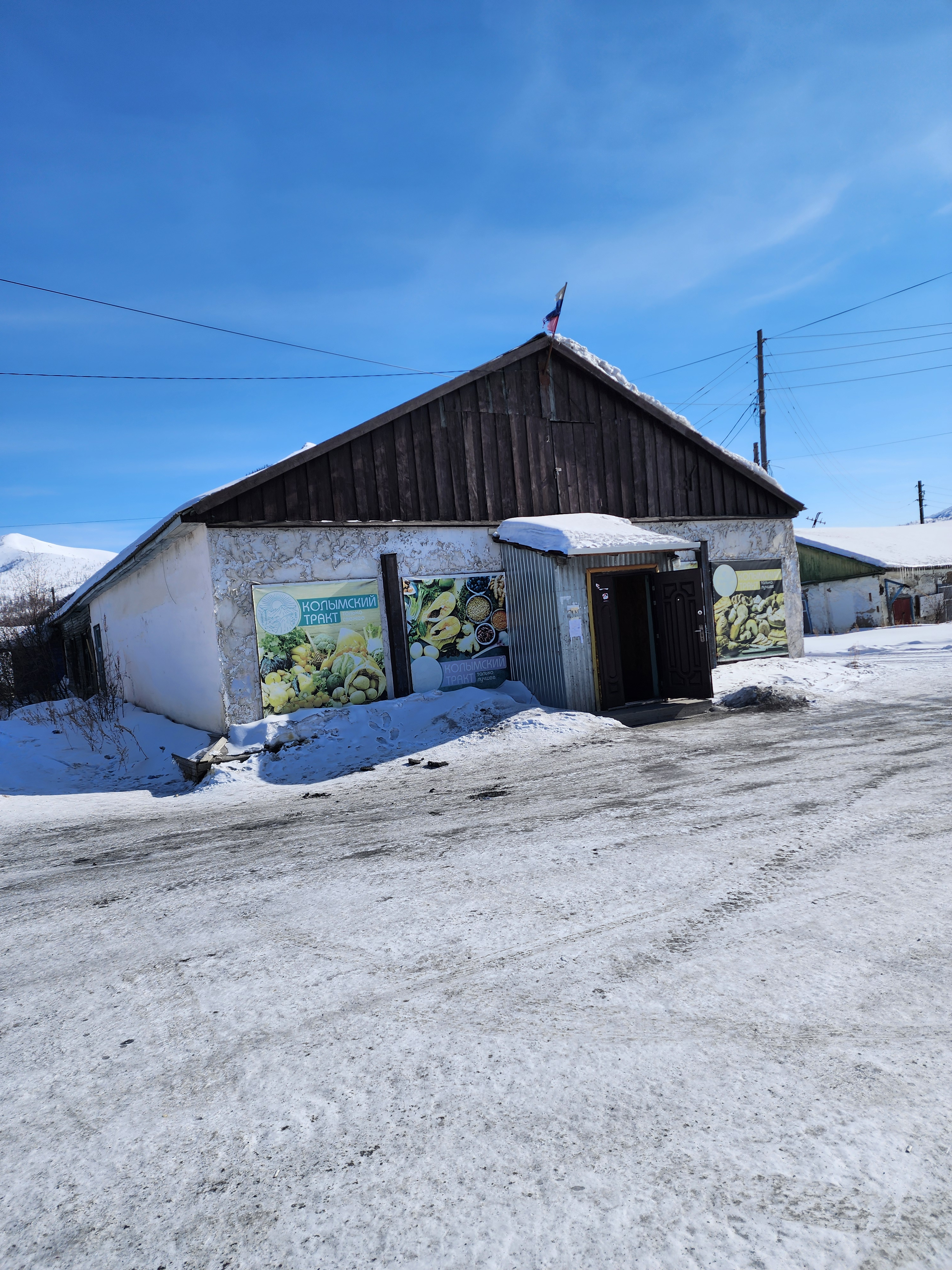
Действующий продуктовый магазин в посёлке (апрель 2025 г.)

## География
Располагается на берегу реки Омчак.

## История
В 1953 году Омчак получил статус посёлка городского типа.

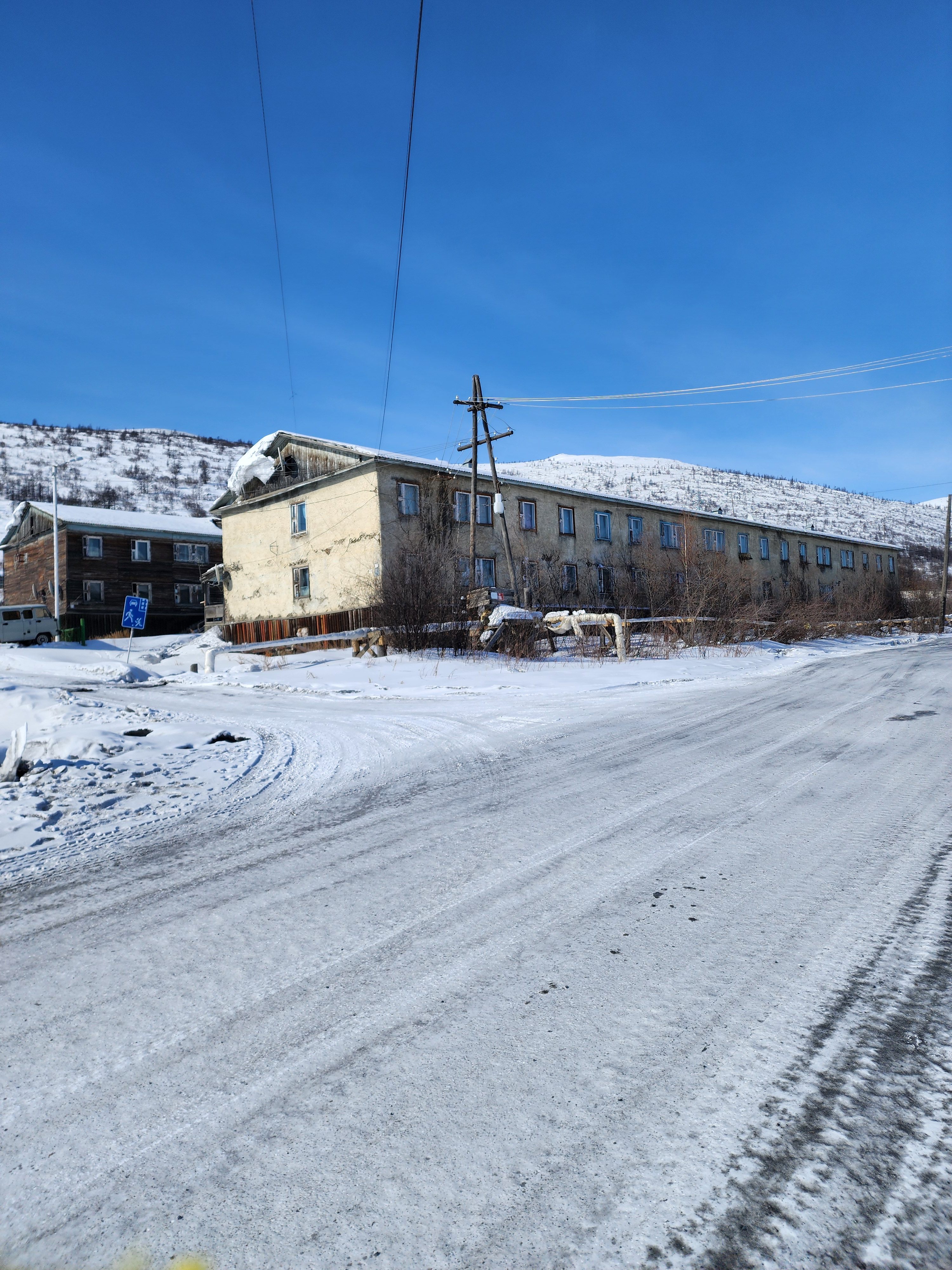
Заброшенный многоквартирный дом в посёлке (апрель 2025 г.)

2 января 1958 года Указом Президиума Верховного Совета РСФСР рабочий посёлок им. Тимошенко был переименован в рабочий посёлок Омчак.
С 1991 года — сельский населённый пункт.

## Инфраструктура
В поселке имеется вся социальная инфраструктура: почта, магазины, отделение Сбербанка, школа и др.

## Население
| 1959 | 1970  | 1979  | 1989  | 2002  | 2010 | 2020 |
| ---- | ----- | ----- | ----- | ----- | ---- | ---- |
| 3998 | ↘2587 | ↗2826 | ↗3059 | ↘1585 | ↘956 | ↘487 |
| 2021 |       |       |       |       |      |      |
| ↘442 |       |       |       |       |      |      |